# Zhoř u Mladé Vožice
Zhoř u Mladé Vožice là một làng thuộc huyện Tábor, vùng Jihočeský, Cộng hòa Séc.